# Бранка-Кривуцька Катерина
Катерина Придатко, у шлюбі Криву́цька, відома як Бра́нка-Криву́цька (нар. 12 листопада 1906, Вороньків — пом. 29 січня 1990, Детройт) — українська театральна акторка, режисерка, артистка розмовного жанру, учителька мистецького слова української діаспори у США.

## Біографія
Народилася 30 жовтня [12 листопада] 1906 року в селі Воронькові Київської губернії Російської імперії (нині Бориспільський район Київської області, Україна) у багатодітній заможній козацькій сім'ї Кирила Григоровича Придатка та Єфимії Іванівни Коновал. Після закінчення місцевої сільської початкової школи навчалася у Бориспільській гімназії (колишня школа № 2). Вищу освіту здобула у 1926 році у Київському музично-театральному інституті імені Миколи Лисенка.
Коли чоловік, журналіст Володимир Кривуцький, отримав направлення на роботу до спілки письменників Харкова, пішла працювати до харківського театру «Березіль». Також до 1941 року працювала у харківських театрах «Музичної комедії», «Театрі революції», імені Станіславського, імені Тараса Шевченка.
Під час німецько-радянської війни виїхала до Львова, де упродовж 1942–1944 років виступала в українських театрах, найчастіше — у театрі малих форм «Веселому Львові». Перебувала в таборах для переміщених осіб у Німеччині. 1946 року оселилася у Мюнхені, працювала для української громади, разом з українським студентством влаштовувала національні свята на честь Івана Франка, листопадових днів 1921 року, коли в містечку Базар були розстріляні 359 вояків армії УНР.
1949 року емігрувала у США до Детройта; брала участь як декламаторка в авторських вечорах поетів Олекси Веретенченка, Богдана Нижанківського, ювілеї з нагоди 15-річчя Союзу українок Америки. 
1950 року при Детройтському осередку Союзу української молоді створила та очолила театральну студію. Упродовж 1951–1971 років викладала мистецьке слово у школі українознавства, де здійснювала режисерські постановки. 1971 року заснувала драматичний гурток при хорі «Трембіта». Належала до Союзу українок Америки, в якому з 1970 року опікувалася виховною комісією головної управи, у 1975–1983 роках — культурно-освітня референтка.
Померла в Детройті 29 січня 1990 року. Похована на цвинтарі Святого Андрія у містечку Саут-Баунд-Бруці.

## Творчість
Зіграла ролі
- Софія, Наталя («Безталанна», «Суєта» Івана Карпенка-Карого);
- Мавка («Лісова пісня» Лесі Українки);
- Маруся («Ой не ходи, Грицю, та й на вечорниці», «Маруся Богуславка» Михайло Старицького).

Поставила вистави
- «Наталка Полтавка» Івана Котляревського;
- «Іфігенія в Тавриді», «Лісова пісня», «Оргія», «Одержима», «Орфеєве чудо» Лесі Українки;
- «Великий льох», «Кавказ», «Причинна» за Тарасом Шевченком;
- «Останній сніп» Людмили Старицької-Черняхівської;
- «Американка» Марії Струтинської;
- «На перші гулі» Степана Васильченка;
- «Мина Мазайло» Миколи Куліша;
- «Ярослав Мудрий» Івана Кочерги.

Виступала з читанням творів Олеся Бердника, Едварда Козака, Ліни Костенко, Михайла Коцюбинського, Лесі Українки, Олександра Олеся, Василя Симоненка. 1966 року організувала й провела у США «Вечір художнього слова й пісні», присвячений українським шістдесятникам.
Мала записи на грамплатівках і касетах.

## Пам'ять
У школі села Воронькова у Світлиці рідної мови заслуженим вчителем України Надією Іванівною Гриценко створена експозиція, присвячена Катерині Кривуцькій. У ній представлені платівка і касета з голосом акторки, її фотографії, листівки, статті з преси США середини ХХ століття про її громадську діяльність.